# 毛奇 (1982年)
毛奇（1982年3月—），江西信州人，中华人民共和国政治人物。

## 生平
1982年3月，毛奇出生在江西省上饶市。1999年，毛奇考入湖南工业大学，在校期间的2000年10月加入中国共产党。
2003年大学毕业后，毛奇担任上饶市上饶县石狮乡人民政府的一名干部，2005年9月调任中共上饶县委办公室任干部，2007年11月任中共上饶县委政研室副主任。2009年3月，毛奇调任上饶市人民政府办公厅秘书处副处长，2011年8月转任办公厅会议处处长，次年4月转任中共上饶市委办公厅会议处处长。
2014年12月，毛奇出任上饶市委人才工作领导小组办公室主任、中共万年县委常委、县人民政府副县长，次年2月兼任中共汪家乡党委书记、人大主任。
2016年8月，毛奇调任中共婺源县委常委、县人民政府常务副县长。
2017年12月，毛奇转任中国共产主义青年团上饶市委员会书记、党组书记。
2020年1月，毛奇调任中共万年县委副书记、万年县人民政府代县长（同年6月正式任县长）兼党组书记。
2021年7月，毛奇升任中共万年县委书记。
2024年11月，毛奇因严重违纪违法被开除党籍、开除公职。

### 性侵事件
2024年5月23日，李佩霞和毛奇发生争执并且声称要去江西省纪委监委举报毛奇，3天后李佩霞被万年县纪委监委带走并留置。
2024年7月25日，退休教师李长柳实名举报毛奇性侵其女儿李佩霞，李佩霞曾担任上坊乡的党委书记，李长柳公布了3段相关录音，录音里有毛奇要求和李佩霞发生性关系的要挟声音。
2024年7月26日晚，毛奇涉嫌严重违纪违法，主动向组织交代问题，接受江西省纪委省监委纪律审查和监察调查。。8月18日，上饶市委联合调查组表示毛奇存在利用职权影响与李佩霞发生不正当性关系问题，而李佩霞为了职务调整升迁违反生活纪律，同時李佩霞被双开。
性侵事件發生後，江西省纪委监委对毛奇进行立案审查调查。2024年11月3日，江西省纪委常委会决定给予毛奇开除党籍处分；江西省监委开除其公职；终止其江西省第十五次党代会代表、上饶市第五次党代会代表、万年县第十四次党代会代表资格。
2025年4月8日，新余市中级人民法院一审公开宣判，以被告人毛奇犯受贿罪，判处有期徒刑十年六个月，并处罚金人民币一百万元；对其犯罪所得财物予以追缴，上缴国库。经审理查明，2012年至2024年，被告人利用担任职务上的便利，以及职权、地位形成的便利条件，通过其他国家工作人员职务上的行为，为他人各类事项上提供帮助，直接或通过他人非法收受有关单位和个人给予的财物共计折合人民币1150万余元。